# Ulrich Eckhardt
Ulrich Eckhardt (* 28. Mai 1934 in Rheine) ist ein deutscher Kulturmanager, Jurist und Musiker. Er war viele Jahre, von 1973 bis Ende 2000, Intendant der Berliner Festspiele.

## Leben
Ulrich Eckhardt wuchs in Rheine und in Freiburg im Breisgau auf. Er studierte Rechts- und Staatswissenschaften in Freiburg und in Münster, wo er das 1. und 2. Staatsexamen ablegte und im Jahr 1960 promovierte. Danach arbeitete er unter anderem als wissenschaftlicher Assistent an der Universität Münster und am Bundesverwaltungsgericht in Berlin. Als Zweitstudium studierte er Klavier an der Hochschule für Musik in Freiburg (Klasse Carl Seemann) und Dirigieren in Berlin am Städtischen Konservatorium (Internationales Dirigenten-Praktikum Herbert von Karajan, begründet von Herbert Ahlendorf). Danach war er Kapellmeister und Korrepetitor an den Städtischen Bühnen der Stadt Münster. Von 1969 bis 1972 war er Kulturreferent der Stadt Bonn (Beethoven-Fest, Bonner Sommer, Modellprojekt Kinder und Künste).
Im Jahr 1973 wechselte Eckhardt nach Berlin, wo er Intendant der Festspiele und Geschäftsführer der Berliner Festspiele GmbH wurde. Als Intendant war er unter anderem für das Theatertreffen Berlin, die Berliner Festwochen, das JazzFest, das Horizonte-Festival der Weltkulturen, das Theatertreffen der Jugend, das Treffen junger Autoren und das Treffen Junge Musikszene, das Metamusik Festival (von 1974 bis 1976), die Musikbiennale (ab 1990), die Berliner Lektionen sowie als Geschäftsführer für die Organisation der Internationalen Filmfestspiele Berlin verantwortlich. Außerdem war er
- von 1984 bis 1987 Beauftragter des Senats von Berlin für die 750-Jahr-Feier der Stadt im Jahr 1987
- 1989/1990 mit der Ausrichtung der Veranstaltungen zur Wiedervereinigung betraut
- 1994/1995 verantwortlich für die Veranstaltungen zum 8. Mai 1995, dem 50. Jahrestag des Endes des Zweiten Weltkriegs
- verantwortlich für die Veranstaltungen zur Jahrtausendwende 1999/2000

Eckhardt überführte die Dokumentation Topographie des Terrors in eine selbstständige Stiftung. Er konzipierte und leitete zahlreiche große kulturhistorische Ausstellungen im Martin-Gropius-Bau sowie Ausstellungen zeitgenössischer Kunst.
Schwerpunkte seiner Arbeit waren der Kulturaustausch mit der DDR und den Ländern Osteuropas sowie Musik und Literatur im Exil. Als Honorarprofessor lehrte er Kulturmanagement, zuletzt an der FU Berlin. 1989/1990 war er im Übergang von Herbert von Karajan zu Claudio Abbado zudem Intendant der Berliner Philharmonie, später kuratierte er deren „Philharmonische Orgelreihe“. Seit 2001 tritt er als Pianist und als Organist auf.

## Ehrungen
- Verdienstorden des Landes Berlin (1987)
- Großes Bundesverdienstkreuz (1990) mit Stern

## Ausstellungen (Auswahl)
- SoHo-Downtown Manhattan 1976
- Preußen – Versuch einer Bilanz 1981
- Mythen der Neuen Welt 1982
- Sieg über die Sonne 1983
- Palastmuseum Peking – Schätze aus der verbotenen Stadt
- Europa und die Kaiser von China 1985
- Berlin – Berlin 1987
- Die Reise nach Berlin (im Hamburger Bahnhof) 1987
- Topographie des Terrors 1987/1995
- Zeitvergleich – Maler aus der DDR 1988
- Europa und der Orient 1989
- Berliner Ring 1990 und 2000
- Jüdische Lebenswelten 1992
- Japan und Europa 1993
- Berlin-Moskau / Moskau-Berlin 1995
- Marianne und Germania 1996
- DeutschlandBilder 1997
- Sieben Hügel – Bilder und Zeichen des 21. Jahrhunderts 2000
- Theatrum artis et naturae 2000

## Schriften (Auswahl)

### Als Autor und Mitautor
- Über Mauern geschaut. Was Kultur kann – und soll. B&S Siebenhaar Verlag, Berlin 2018, ISBN 978-3-943132-61-8.
- Der Moses Mendelssohn Pfad. Berliner Zeitreise oder Wanderwege in eine versunkene Stadt. Mit Fotografien von Elke Nord. Berliner Festspiele GmbH, Berlin 1987.
- mit Andreas Nachama: Jüdische Berliner. Leben nach der Shoa. Jaron, Berlin 2003, ISBN 3-89773-068-5.
- mit Andreas Nachama: Jüdische Orte in Berlin. Mit Feuilletons von Heinz Knobloch und Fotos von Elke Nord. Nicolai, Berlin 2005, ISBN 3-89479-165-9.

### Als Herausgeber
- Berliner Ring 2000. Bilder und Texte vom Wandel. Mit Fotografien von Elke Nord. Bostelmann & Siebenhaar, Berlin 2000, ISBN 3-934189-52-0.
- Berlin Kultur(Haupt)Stadt. Szenen, Institutionen, Positionen. Henschel, Berlin 2003. ISBN 3-89487-460-0.
- Josef Tal: Tonspur. Auf der Suche nach dem Klang des Lebens. Eine Autobiografie. Henschel, Berlin 2005, ISBN 3-89487-503-8.
- Hans Pischner: Tasten, Taten, Träume. Musik und Politik zwischen Utopie und Realität. Eine Autobiografie. Henschel, Berlin 2006, ISBN 3-89487-538-0.
- Claudio Abbado. Dirigent. Nicolai, Berlin 2003, ISBN 3-89479-090-3.